# Radosław (Sławno)
Radosław (deutscher Name Coccejendorf) ist ein Dorf in der polnischen Woiwodschaft Westpommern und gehört zur Landgemeinde Sławno (Schlawe) im Kreis Sławno.

## Geographische Lage
Radosław liegt fünf Kilometer nördlich der Kreisstadt Sławno. Über eine drei Kilometer lange Straße ist der Ort mit Sławsko (Alt Schlawe) und damit mit der Landstraße Sławno – Postomino (Pustamin) verbunden. Die 1911 gebaute und 1945 demontierte Bahnstrecke Schlawe–Stolpmünde führt ostwärts am Dorf vorbei. Der Bahnhof Coccejendorf („Koccejendorf“, polnisch: Radosław Sławieńskie) liegt bereits im Gebiet der Gemarkung Sławsko.
Nachbargemeinden von Radosław sind: im Norden Mazów (Meitzow) und Wilkowice (Wilhelmine), im Osten Tokary (Deutschrode), im Süden Sławsko (Alt Schlawe) und im Westen Stary Kraków (Alt Krakow).

## Ortsname
Das Dorf, dessen früherer Name Schwenzenhagen war, wurde nach dem preußischen Juristen und Rechtsreformer Samuel Freiherr von Cocceji (1679–1755) benannt (ähnlich wie Cocceji-Neudorf (Krzyszyna) und Cocceji-Neuwalde (Krzyszczynka) bei Landsberg (Warthe), heute Woiwodschaft Lebus).

## Geschichte
Im Jahre 1354 überließ das Adelsgeschlecht der Swenzonen das Dorf Swenzenhagen der Stadt Schlawe. 1653 wird das Gelände mit nutzbaren Holzbeständen genannt, und zwar auf einer Karte der Feldmark Schwentzenhagen, die wohl aufgrund eines Streites zwischen der Stadt Schlawe und den Bauern der Dörfer Alt Schlawe und Stemnitz angefertigt worden war. In den Konflikt wurde die Juristische Fakultät der Universität Wittenberg eingeschaltet, und erst dann brachte Bugslaff Philipp Michaelis, Hofgerichtsrat des Königs von Schweden, einen Vergleich zustande.
Im Jahre 1749 dann wurde auf dieser Feldmark eine Kolonie für zwölf Familien aus der Pfalz und vom Rhein angelegt. Friedrich der Große hatte dies initiiert. Pommern hatte 1740 auf etwa 506 Quadratmeilen nur etwa mehr als 300.000 Einwohner und stellte sich als äußerst dünn besiedeltes Land dar. Außer Coccejendorf sind auch Wilhelmine und Neu Kuddezow im Kreis Schlawe und andere Dörfer im Kreis Köslin, im Kreis Stolp und im Kreis Bütow auf diese Weise besiedelt worden. Die reformierten Pfälzer Bürger wurden in ihrer Heimat von fanatischen Katholiken hart bedrängt und bekamen von ihrem Landesherrn nicht den erwarteten Schutz. Die Namensgebung der Neuansiedlungen hatte der König den pommerschen Behörden überlassen: Coccejendorf wurde nach dem preußischen Rechtsreformer Samuel von Cocceji benannt, und das nahegelegene Dorf Wilhelmine nach der Lieblingsschwester des Königs Wilhelmine von Preußen (1709–1758).
Im Jahre 1818 wohnten in Coccejendorf 162 Menschen. Ihre Zahl stieg 1885 auf 334 und betrug 1939 noch 319.
Bis 1945 gehörte der Ort zu Alt Schlawe (Sławsko) und zum dortigen Standesamt. Amtsgerichtsbezirk war Schlawe. Das Dorf lag im Landkreis Schlawe i. Pom. im Regierungsbezirk Köslin der preußischen Provinz Pommern.
Am 9. März 1945 drang die Rote Armee in Coccejendorf ein. Es kam zu Verschleppungen und Vertreibungen der ansässigen Bevölkerung. Im Juni 1945 übernahmen polnische Familien die Höfe, und die deutsche Bevölkerung wurde zwischen Oktober 1945 und 1947 aus dem Ort ausgewiesen.
Heute ist Radosław ein Teil der Gmina Sławno im Powiat Sławieński der Woiwodschaft Westpommern (bis 1998 Woiwodschaft Stolp).

## Ortsgliederung bis 1945
Die Gemeinde Coccejendorf hatte vor 1945 keine Ortsteile. Die Wohnplätze Coccejendorf und Coccejendorf (Forsthaus) lagen in den Gemarkungen Alt Schlawe bzw. Wilhelmine.

## Kirche
Vor 1945 war die Bevölkerung von Coccejendorf überwiegend evangelischer Konfession. Die reformierten Pfälzer gehörten zunächst zu der benachbarten lutherischen Kirche in Schlawe. Zu Abendmahlsfeiern kam der reformierte Hofprediger der Schlosskirche in Stolp ein- oder zweimal jährlich herüber. Nach der Vereinigung der Bekenntnisse 1817 in der Union blieb Coccejendorf innerhalb des Kirchspiels Schlawe. Es lag im Kirchenkreis Schlawe der Kirchenprovinz Pommern der Kirche der Altpreußischen Union.
In der Mitte des 19. Jahrhunderts fühlten sich viele Coccejendorfer von der neupietistischen Erweckungsbewegung angezogen, deren führender Kopf der Gutsbesitzer von Seehof (bei Pennekow) Heinrich von Below war. Anfangs predigte dieser in seinem Gutshaus in Seehof, 1923 dann wurde in Coccejendorf eine eigene Kirche gebaut.
Heute ist Radosław eine katholische Filialkirche der Pfarrei Sławsko. Die Kirche wurde am 31. März 1946 neu geweiht. Das Dorf gehört zum Dekanat Sławno im Bistum Köslin-Kolberg.

## Schule
Die pfälzischen Siedler hatten eine Schule aus Fachwerk errichtet, die sich jedoch um 1870 schon als zu klein erwies. Die Coccejendorfer bauten ein neues Gebäude, das sie allerdings alleine bezahlen mussten, da sie die Regierung an der Planung und Errichtung nicht beteiligt hatten. Es war eine einklassige Volksschule mit Raum für eine zweite Lehrerstelle. Hier wurden etwa 60 bis 70 Kinder aus Coccejendorf, Coccejendorf-Bahnhof und aus Waldhof (Warginie)  unterrichtet.

## Weblink
- Coccejendorf im Heimatkreis Schlawe